# Le cose belle (film)
Le cose belle  è un film documentario del 2013 diretto da Agostino Ferrente  e Giovanni Piperno. 
Dopo alcune versioni work in progress presentate in alcune manifestazioni, è stato ultimato nel corso del 2013, ed è stato distribuito nelle sale italiane nel 2014.
Il film è il documentario italiano più premiato del 2013 e ha riscosso successo di pubblica e critica, venendo invitato in numerose manifestazioni internazionali.

## Trama
Quattro ragazzi napoletani, Adele, Enzo, Fabio, e Silvana, vengono ripresi in due fasi diverse della loro vita: l'adolescenza, ambientata nel 1999 e il passaggio all'età adulta raccontato nell'arco narrativo di un periodo che va dal 2012 al 2013. 

## Produzione
Il film è stato girato con diverse tecniche, in HD, DV Cam e Super 8.

## Riconoscimenti
- Taormina Film Fest 2014:
  - Premio Cariddi per il miglior documentario italiano dell'anno
  - Premio Cariddino d'oro - Giuria degli studenti Agiscuola - Anec
- Nastri d'argento 2014: Premio speciale per il miglior docufilm
- DOC/IT Professional Award:
  - Miglior documentario italiano del 2013
  - Premio del pubblico italiano
  - Premio del pubblico internazionale
  - Premio Fake#Factory
- Festival Internazionale del Cinema Mediterraneo di Tétouan 2013: Prix Azzeddine Meddour pour la première oeuvre
- SalinaDocFest 2012: Primo premio
- Annecy cinéma italien: Prix du Jury Jeune
- Laceno d'oro 2014: Premio alla produzione
- Faito doc Festival 2014: Grand Prix
- Siciliambiente Documentary Film Festival 2014: Premio del pubblico
- Festival del Cinema italiano di Como 2014: Premio scuole di cinema